# Attics to Eden
Attics to Eden è il secondo album in studio del gruppo musicale rock statunitense Madina Lake, pubblicato nel 2009.

## Tracce
1. Never Take Us Alive – 3:00
2. Let's Get Outta Here – 2:59
3. Legends – 3:00
4. Criminals – 3:57
5. Through the Pain – 3:27
6. Never Walk Alone – 2:42
7. Not for This World – 3:12
8. Welcome to Oblivion – 3:03
9. Silent Voices Kill – 2:53
10. Statistics – 3:02
11. Friends & Lovers – 3:49
12. Lila, the Divine Game – 2:20

## Formazione
- Nathan Leone - voce
- Mateo Camargo - chitarre, cori
- Matthew Leone - basso, cori
- Dan Torelli - batteria, percussioni